# NGC 953
NGC 953 es una galaxia de tipo E. Tiene una magnitud aparente de 14,5. Está en la constelación de Triangulum. Fue descubierta por el astrónomo alemán llamado Henrich Louis d´Arrest el 26 de septiembre de 1865. Es una galaxia elíptica